# جبرائيل ابن القلاعي
جبرائيل بن القلاعي (باللاتينية: جبرائيل بنكليوس أو باركليوس،) ولد عام 1447 في لحفد بمنطقة بيبلوس، وتوفي عام 1516 في قبرص. كان متديناً لبنانياً مسيحياً من الكنيسة المارونية، وانضم القلاعي إلى الرهبانية الفرنسيسكانية عام 1470 ورُسم أسقفًا للموارنة في قبرص عام 1507.

## السيرة الذاتية
توجد معلومات عن جبرائيل القلاعي في الغالب في أعمال البطريرك اسطفان الدويهي، والتي غالبًا ما كانت ذات صلة بالقلاعي. واحتج البطريرك الدويهي على اعتناق القلاعي للكاثوليكية بسبب إيمانه بالأرثوذكسية الرومانية للموارنة.
جبرائيل القلاعي هو ابن بطرس القلاعي من مواليد قرية لحفد. تشير كلمة «قلاعي» إلى منزل يقع في منطقة صخرية. حسب العادة، عُهد إلى كاهن اسمه إبراهيم بن دري ليتعلم منه السريانية وقراءة الكتب الليتورجية. وبحسب البطريرك الدويهي، فقد اصُيب في شبابه بمرض الرمد مما سبب انفصاله عن خطيبته وانسحابه من المجتمع.
نحو عام 1470، ذهب في رحلة حج إلى القدس مع شاب آخر يُدعى يوحنا. في هذه المدينة انضم إلى حراسة الأراضي المقدسة للرهبانية الفرنسيسكان. كُلف الأخ الفلمنكي جريفون كورتراي بتجنيد شابين مارونيين (1405 - توفي في دير القديس فرنسيس في فاماغوستا في 18 يوليو 1475)، وأُلحق منذ عام 1450 الي يوم وفاته في البعثة الفرنسيسكانية في جبل لبنان لتحسين العلاقات مع الموارنة.
اكمل الشابان اللبنانيان سنتهما الأخيرة في دار الرهبان في دير جبل صهيون. بعد وعودهم، تم إرسالهم إلى البندقية لإكمال تدريبهم. ذهب جبرائيل إلى إيطاليا (في البندقية وروما) لدراسة الفنون المتحررة والإلهيات التي استمرت سبع سنوات على الأقل. هو نفسه قال إنه مكث في روما لمدة سبعة أشهر وأجرى تدريبًا لاهوتيًا مع صديقه جان في دير أراكويلي. في التأبين الذي ألقاه مع صديقه يوحنا في إيطاليا عندما تعرضوا في كثير من الأحيان لأشخاص اتهموا الكنيسة المارونية بالدفاع بقوة عن كنيستهم. كلاهما رُسِم كاهنين في إيطاليا.وعادوا إلى الشرق على الأرجح في عام 1483 هـ / 85 م.
وحتى تكريسه كأسقف عام 1507، كانت حياة ابن القلاعي بين وادي قنوبين (وسط الكنيسة المارونية) وبيروت (حيث كان هناك دير فرنسيسكاني، القديس سوفور) والقدس (حيث كان هناك دير فرنسيسكاني. جبل صهيون).
في ذلك الوقت، كانت الكنيسة المارونية ممزقة للغاية بين علاقاتها الطويلة الأمد مع البابوية والحضور القوي جدًا في لبنان للكنيسة اليعقوبية، التي كانت قريبة جدًا ثقافيًا منها من ناحية (الليتورجيا، استخدام السريانية الغربية). نوح بقوفا لبناني (ولد في إهدن، في قلب البلد الماروني) كان بطريرك أنطاكية اليعاقبة من عام 1493 إلى 1509. كان هناك ما لا يقل عن ديران في منطقة إهدن احتلهما رهبان إثيوبيون يتبعوا لكنيسة التوحيد الأرثوذكسية الإثيوبية، من نفس طائفة الكنيسة السريانية الأرثوذكسية). كما انضم مقدم (زعيم محلي) يدعى عبد المنعم أيوب (1495) إلى قضية اليعاقبة.
كرّس ابن القلاعي نفسه بشكل خاص لمحاربة التأثيرات اليعقوبية لتأمين الموارنة للكنيسة الكاثوليكية.
في 23 تشرين الثاني (نوفمبر) 1494، أرسل الراهب الفرنسيسكاني فرانشيسكو سوريانو، الذي كان وقتها حارس الأراضي المقدسة، رسالة غير ودية إلى البطريرك الماروني سمعان حدث: لقد تعجب من انتخابه عام 1492 لكنه لم يرسل أي شخص بعد إلى روما لطلب الباليوم Pallium [الإنجليزية] (تأكيد انتخابه)؛ «أعداء» الرئيس الجديد، المجتمعين في قبرص حيث ترسخت الكنيسة المارونية، اتهموه بقطع الاتحاد مع البابوية. طلب سوريانو من البطريرك أن يبرر ويجدد كتابةً مع الأساقفة والكهنة والعلمانيين من الأمة المارونية عضويتهم في الكنيسة الكاثوليكية. ثم أرسل جبريل بن القلاعي من قبل سوريانو للتحقيق في التهم وجمع فعل الإيمان الجديد للبطريرك وشعبه.
كرس ابن القلاعي نفسه لهذه المهمة في لبنان حتى عام 1499 على الأقل. وفي عام 1507، توفي أسقف موارنة قبرص جوزيف كسافاني وانتُخب خلفًا له. عاش أولاً في دير القديسين نهرة وأنتوني نيقوسيا، المقر التقليدي للأساقفة الموارنة، ثم نقل المقعد إلى دير القديس جاورجيوس في تالا.
كانت العلاقات بين الهرمية المارونية واللاتينية في قبرص مروّعة: في عام 1514، كتب ابن القلاعي إلى البابا ليو العاشر ليشتكي من الإزعاج الذي أحدثه تملّك الأساقفة اللاتينيين في دير مار يوحنا خوزبندو الماروني الكبير. رد البابا عام 1515 مؤكداً حقوق الموارنة وأرسل رسالتين أخريين حول هذا الموضوع إلى رئيس أساقفة اللاتين وحاكم البندقية.
توفي المطران القلاعي عام 1516 في قبرص.

## العمل
ألف جبرائيل بن القلاعي مؤلفات أدبية غزيرة، مزج المعالجة بالنثر والشعر، جاعلاً منه أول كاتب ماروني حديث. كان المؤرخون الموارنة في القرنين السابع عشر والثامن عشر (أنطوان فاوستوس نيرون،  اسطفان الدويهي، ويوسف سمعان السمعاني) يعتمدون عليه إلى حد كبير.
بالإضافة إلى ذلك، ترجم إلى العربية نصوصًا عديدة باللاتينية أو الإيطالية من الكنيسة اللاتينية، وعرض أدب هذه الأخيرة بين الموارنة.

## معاهدات النثر
- كتاب عن علم الإلهيات الترجمة العربية الجزئية للخلاصة اللاهوتية الواقعية الدومينيكية هيو ريبلين ستراسبورغ (v-1205 v 1270.)؛
- كتاب الإيمان (كتاب شرح الإيمان)، مقدمة وأربعة أرطال (مؤرخة من قبل البطريرك الدويهي 1494)؛
- مجموعة «كتاب الناموس» من عدة رسائل عن الأسرار.
- كتاب سنة إيمان آل (كتاب عن الإيمان)، مجموعة المعاهدات في نيقين العقيدة وعقيدة خلقيدونية؛
- زهرة الناموس، تعليمات حول الأسرار والصلاة اليومية؛
- كتاب مجاميع قول من الأحيار قدوسين (كتاب يجمع كلمات القديسين المباركين)، حياة مجموعة الخطب الورعة والأطروحات اللاهوتية؛
- كتاب الإيقاع.
- خطاب حول القربان المقدس، جمع أربع خطب حول هذا الموضوع؛
- المعاهدة الجماعية وأقسامها؛
- شرح الاعتراف المقدس.
- سفر الرؤيا للقديس يوحنا (ترجمة هذا الكتاب في فولغاتا اللاتينية إلى العربية مكتوبة في كرشوني)؛
- تعليق على مقدمة الإنجيل بحسب القديس يوحنا؛
- كتابات رامون لول الفنية (ترجمة هذا النص إلى اللغة العربية)؛
- كتاب الحكماء الخمسة لرامون لول (مثله)؛
- الفلسفة وعلم التنجيم ومواضيع أخرى؛
- معاهدة التقويم المنسوب إلى يوسابيوس القيصري (معاهدة حسابية في مزيج من السريانية والعربية مكتوبة بالكرشوني)؛
- حرمان الملكيين (ترجمة نص لاتيني موجه ضد الكنيسة اليونانية)؛
- (إيمان أهل مار مارون)، مجموعة معاهدات ضد توماس كفرتاب، مونوفيزية في القرن الحادي عشر؛
- مجموعة من الثيران البابوية (مرسوم صادر عن البابا) موجهة إلى الموارنة (بالإنجليزية: Collection of papal bulls addressed to the Maronites)‏(مترجمة من اللاتينية إلى العربية).

## رسائل
- رسالة ضد اليعاقبة (دحض نص نوح بقوفا ثم أسقف حمص اليعقوبي)؛
- رسالة إلى كاهن ماروني (كاهن جبة بشري يتهمه ابن القلاعي بأنه يعقوبي خفي)؛
- رسالة إلى سكان لحفد.
- رسالة إلى البطريرك سمعان الحدث (بتاريخ 16 تشرين الثاني 1494، تسرد تاريخ العلاقات بين الكنيسة المارونية واللاتينية)؛
- رسالة إلى الأسقف داود (بتاريخ 23 ديسمبر 1495، موجهة إلى أسقف يعقوبي من لحفد)؛
- رسالة إلى جورج الرامي (كاهن ماروني انضم إلى اليعاقبة)؛
- رسالة إلى أهل مار مارون (7 أيار 1499)؛
- رسالة إلى سكان جبل لبنان.
- العهد الروحي (كتب لعائلته منذ قبرص في نهاية حياته).

## قصائد
- حياة مريم ويسوع (741 إلى نصفين من اثني عشر مقطعًا، القصيدة موجهة إلى الحجاج الذين يزورون القدس)؛
- مريم المجدلية (من 19 إلى نصف سطرين من اثني عشر مقطعًا لفظيًا)؛
- أحد الشعانين (56 إلى سطرين نصفين من اثني عشر مقطعًا لكل منهما)؛
- قسطنطين والصليب (500 إلى سطرين نصفين من اثني عشر مقطعًا لفظيًا)؛
- سانت أليكسيس (90 مقطعًا، أو 180 لكل مقطعين إلى سبعة مقاطع كل نصف؛ شكل يسمى «لحن عابر»)؛
- القديس لوسيوس (أو نهرا) (133 مقطعًا أو 266 بيتًا، «لحن عابر»؛ قصة قديس استشهد في عهد ديوكلتيانوس، يُوقّره الموارنة)؛
- يوفروسين المقدس (230 مقطعًا، أو 240 بيتًا، «لحن عابر»)؛
- القديس سمعان الزاهد (375 على كل من نصف سطرين؛ هذا هو سمعان الأكبر، لكن المؤلف أحيانًا يخلط بينه وبين سمعان الأصغر)؛
- المجالات (269 إلى 12 + 12، مستوحاة من القصيدة (باللاتينية: Sphaera Tractatus de Johannes de Sacrobosco))؛
- العلم (179 مقطعًا أو 358 بيتًا، «لحن عابر» امتدح المجتهدون)؛
- الأبراج والكواكب والأعياد المنقولة (122 إلى 12 + 12، قصيدة عن الحساب)؛
- الطب وتأثير النجوم (82 مقطعًا، أو 164 بيتًا، «لحن عابر»)؛
- حول المجامع الأربعة (147 مقطعًا أو 294 آية، «لحن عابر»؛ المجامع المسكونية الأربعة الأولى من نيقية إلى خلقيدونية، مع فقرة عن أصل الكنيسة المارونية)؛
- تأبين يوحنا، ميتًا غرقًا (زجل رثائي، 21 رباعًا، أو 84 بيتًا، «لحن عابر»؛ أصبح رفيقه القديم جون، أسقفًا لأكورا بعد عام 1492، غرق في غرق سفينة في طريقه عن طريق البحر في رحلة حج إلى القبر المقدس)
- ضدّ الذين زرعوا الحشائش بين الموارنة (قصيدة منقوصة، من خلال «لحن عابر» منظم في مقاطع، استمرت حوالي 350 إلى 243؛ صراع ابن القلاعي ضد اليعاقبة)
- جبل لبنان (295 مقطعًا أو 590 بيتًا، «لحن عابر»، أشهر نص من قصيدة ابن القلاعي يحكي قصة الأمة المارونية، وينتهي بالمقطع التالي: «هذه الأحداث. مكتوبة بالدموع / وهي من كتب التاريخ / تغطي ستمائة سنة / التي تتوافق مع العهد الماروني في جبل لبنان»، وهو نص لعب دورًا كبيرًا في تكوين الهوية المارونية).
- قصائد إسناد غير مؤكد [عدل]
- قصيدة عن إبراهيم (92 مقطعًا في «لحن عابر»)؛
- قصيدة عن القديس شينا (21 مقطعًا)؛
- قصيدة عن بو (564 مقطعًا، 1128 لتكون في «لحن عابر» عن قصة يوسف بن يعقوب)؛
- قصيدة عن القديس أنطونيوس الكبير (250 مقطعًا)؛
- قصيدة عن اللحية المقدسة (53 مقطعًا)؛
- قصيدة عن العلم والنجوم (حتى 143)؛
- قصيدة عن وقوف العذراء تحت الصليب (10 مقاطع)؛
- قصيدة عن الثالوث (92 مقطعًا).
- ثلاثون قصيدة أخرى نسبت لابن القلاعي لكنها عشوائية أو غير محتملة.

## الطبعات
حرّر الأب إبراهيم حرفوش عدة نصوص في مجلة المنارة vol. 2 1931، الصفحات 805-813، 901-907؛ طيران. 3، 1932، الصفحات 99-106، 177-184، 260-263 (رسالة إلى البطريرك سمعان حدث)، ص. 264-268 (قصيدة يوم أحد الشعانين)، ص. 268 (قصيدة عن العذراء واقفة تحت الصليب)؛ طيران. 7، 1936، ص 653-663، 767-779 (قصيدة عن قسطنطين والصليب). نفس الناشر في مجلة المشرق المجلد. 14، 1911، ص. 433-437 قصيدة عن سقوط طرابلس (لبنان) ومأخوذة من أيدي الصليبيين.
بطرس الجميل (محرر)، الزجليات (= قصائد شعبية) غبريال بن القلاعي، بيروت، 1982 (قصيدته على جبل لبنان، نص عربي فقط).
راي جبر معوض (محرر)، رسائل إلى جبل لبنان بقلم جبرائيل بن القلاعي (القرن الخامس عشر)، نُشرت وترجمت مع عرض تاريخي لجبل لبنان في ذلك الوقت، باريس، جيوتنر 2001.